# Sân bay quốc tế Al Maktoum
Sân bay quốc tế Al Maktoum hay Trung tâm thế giới Dubai (IATA: DWC, ICAO: OMDW) (tiếng Ả Rập: مطار آل مكتوم الدولي) là một sân bay quốc tế tại Jebel Ali, phía nam Dubai, Các Tiểu Vương quốc Ả Rập Thống nhất. Các tên gọi trước đây là "Sân bay quốc tế Jebel Ali", "Thành phố sân bay Jebel Ali" và "Sân bay quốc tế Trung tâm thế giới Dubai". Sân bay này là phần chính của Trung tâm Thế giới Dubai, một phức hợp hậu cần dịch vụ, thương mại và dân cư.
Sân bay sẽ bao gồm các phương thức vận chuyển, hậu cần và dịch vụ giá trị gia tăng, bao gồm sản xuất và lắp ráp, trong một khu vực kinh tế tự do duy nhất. Nó có diện tích 14.000 ha. Sân bay có công suất hàng năm dự kiến là 12 triệu tấn hàng hóa và từ 160 triệu đến 260 triệu hành khách. Kể từ tháng 12 năm 2014, chỉ một số ít các hãng hàng không khai thác các dịch vụ chở khách ra khỏi Sân bay Quốc tế Al Maktoum.

## Lịch sử

### Xây dựng
Đường băng có kích thước 4.500 m × 60 m, đã được hoàn thành trong 600 ngày và sau đó trải qua các thử nghiệm trong sáu đến tám tháng sau đó để đáp ứng các yêu cầu CAT III-C của quốc tế. Xây dựng nhà ga hàng hóa của sân bay, cổng hàng hóa sân bay Al Maktoum, có chi phí khoảng 75 triệu USD, đã hoàn thành 50% vào cuối năm 2008.
Trong giai đoạn đầu tiên của dự án, sân bay được lên kế hoạch xử lý khoảng 200.000 tấn hàng hóa mỗi năm, với khả năng tăng lên 800.000 tấn. Nhà ga hành khách trong giai đoạn này được thiết kế để có công suất 5 triệu hành khách mỗi năm. Nó đã được lên kế hoạch trở thành sân bay lớn nhất thế giới về vận chuyển hàng hóa với 12 triệu tấn mỗi năm trong năm 2013.
Dự án ban đầu dự kiến sẽ hoạt động chính thức vào năm 2017, mặc dù cuộc khủng hoảng tài chính toàn cầu 2007-2012 đó đã hoãn việc hoàn thành tổ hợp và cuối cùng được lên kế hoạch hoàn thành đến năm 2027. Tên trước đây của sân bay bao gồm "Sân bay quốc tế Jebel Ali", "Sân bay Thành phố Jebel Ali" và "Sân bay quốc tế trung tâm thế giới Dubai". Nó được đặt theo tên của cố lãnh đạo tiểu vương quốc Dubai Sheikh Maktoum bin Rashid Al Maktoum. Tổng chi phí của sân bay được chính phủ Dubai ước tính là 82 tỷ USD.

### Hoạt động
Sân bay quốc tế Al Maktoum khai trương vào ngày 27 tháng 6 năm 2010 với một đường băng và chỉ các chuyến bay chở hàng mới hoạt động. Chuyến bay đầu tiên vào sân bay vào ngày 20 tháng 6 năm 2010, khi một chiếc Boeing 777F của Emirates SkyCargo hạ cánh sau chuyến bay từ Hồng Kông. Chuyến bay đóng vai trò thử nghiệm các chức năng khác nhau như kiểm soát không lưu, di chuyển máy bay trên mặt đất và an ninh.
Vào ngày 24 tháng 2 năm 2011, sân bay đã được chứng nhận để xử lý máy bay chở khách với tối đa 60 hành khách. Máy bay chở khách đầu tiên đã hạ cánh vào ngày 28 tháng 2 năm 2011, một chiếc Airbus A319CJ. Sân bay chính thức mở cửa cho các chuyến bay chở khách vào ngày 26 tháng 10 năm 2013 với Nas Air và Wizz Air là hai hãng khai thác tại sân bay.
Trong quý đầu tiên của năm 2014, 102.000 hành khách đã đi qua sân bay. Vào thời điểm khai trương, ba hãng hàng không dịch vụ hàng hóa đã phục vụ tại sân bay Quốc tế Al Maktoum, bao gồm RUS Aviation, Skyline Air và Liên minh hàng không vũ trụ. Mười lăm hãng hàng không bổ sung đã ký hợp đồng khai thác các chuyến bay đến sân bay.
Số lượng hành khách trong nửa đầu năm 2016 là 410.278, tăng từ 209.989 trong nửa đầu năm 2015.

## Các trang thiết bị
Sân bay có diện tích bề mặt hơn 280 km². Nếu hoàn thành theo kế hoạch, sân bay sẽ có công suất hàng hóa 12 triệu tấn và công suất hành khách lên tới 260 triệu người mỗi năm. Trong tương lai, nó sẽ xử lý 851 triệu hành khách. Điều này sẽ khiến nó trở thành sân bay lớn nhất thế giới về cả kích thước và khối lượng hành khách.
Sân bay quốc tế Al Maktoum dự định sẽ xử lý tất cả các loại máy bay. Tối đa bốn máy bay sẽ có thể hạ cánh cùng một lúc.
Sân bay này có quy hoạch 6 đường băng dài 4500 m song song nhưng con số này đã giảm xuống còn năm đường băng vào tháng 4 năm 2009, một tổ hợp nhà ga hành khách nằm ở giữa với mỗi bên 3 đường băng. Ngoài ra, mỗi đường băng sẽ có đường phụ và đường lăn ở hai đầu để cho máy bay có thể đi vòng trên đó mà không cản trở máy bay hoạt động trên đường băng chính và đường lăn. Sân bay này là bộ phận lớn nhất của Trung tâm Thế giới Dubai. Khi được xây xong toàn bộ, sân bay này sẽ có công suất 120 triệu khách và 12 triệu tấn hàng mỗi năm.
Sân bay quốc tế Al Maktoum sẽ được kết nối với Sân bay quốc tế Dubai hiện tại bằng hệ thống đường sắt cao tốc tốc độ cao được đề xuất xây và được phục vụ bởi Tàu điện ngầm Dubai và tuyến đường sắt chuyên dụng Dubai World Central.
Một số nhà kho và nhà chứa máy bay lớn nằm ở phía tây của sân bay. Những nhà chứa máy bay liên kết với nhau sẽ trải dài từ đầu đến cuối đường băng. Mỗi nhà đều có khả năng chứa máy bay A380.
Dubai xây sân bay này với mong muốn trở thành trung tâm trung chuyển hàng không giữa vùng châu Á-Thái Bình Dương, Nam Á, Trung Đông mở rộng, châu Phi, châu Âu và châu Úc. Khi xây xong, đây sẽ là căn cứ hàng không lớn thứ ba về diện tích đất, sau Sân bay quốc tế King Fahd (gần Dammam (780 km²) và Sân bay quốc tế King Khalid (225 km²). Ban đầu sân bay này sẽ phục vụ vận tải hàng hóa. Sân bay này sẽ có khả năng đón máy bay khổng lồ Airbus A380. Sân bay này sẽ cạnh tranh với Sân bay quốc tế Dubai cách đó 40 km. Xung quanh sân bay có nhiều trung tâm hậu cần bao bọc, một sân golf sang trọng, một cơ sở thương mại và triển lãm với 3 triệu mét vuông không gian, một khu thương mại, một khu dân cư và khách sạn.. Tổng mức đầu tư dự án sân bay này theo tính toán mới nhất của chính quyền Dubai là 82 tỷ đô la Mỹ - cao hơn nhiều so với tổng mức đầu tư của Sân bay quốc tế Hồng Kông là 20 tỷ đô la Mỹ.
Trung tâm Thế giới Dubai sẽ có tổng cộng 100.000 chỗ đậu xe cho xe ô tô cho nhân viên, cư dân Dubai, khách du lịch và những người dùng khác.

## Các hãng hàng không và điểm đến

### Hành khách
| Hãng hàng không            | Điểm đến                                                                                               |
| -------------------------- | --- |
| Aeroflot                   | Moscow–Sheremetyevo                                                                                    |
| Azur Air                   | Theo mùa: Kazan, Moscow–Vnukovo, Rostov trên sông Đông-Platov, Saint Petersburg, Samara, Yekaterinburg |
| Belavia                    | Theo mùa: Minsk                                                                                        |
| Condor                     | Theo mùa: Hannover, Leipzig/Halle, Munich, Nuremberg, Stuttgart                                        |
| flydubai                   | Amman–Queen Alia, Beirut                                                                               |
| GetJet Airlines            | Theo mùa: Vilnius                                                                                      |
| I-Fly                      | Theo mùa: Moscow–Vnukovo                                                                               |
| Neos                       | Theo mùa: Catania, Milan-Malpensa, Verona                                                              |
| Nordwind Airlines          | Theo mùa: Moscow–Sheremetyevo                                                                          |
| Pegas Fly                  | Theo mùa: Magnitogorsk, Makhachkala, Omsk, Syktyvkar                                                   |
| Smartlynx Airlines Estonia | Theo mùa: Tallinn                                                                                      |
| TUI fly Deutschland        | Theo mùa: Berlin-Tegel                                                                                 |
| Ural Airlines              | Theo mùa: Kazan, Moscow–Domodedovo                                                                     |
| Wizz Air                   | Bucharest, Budapest, Cluj–Napoca, Katowice, Sofia                                                      |

### Hàng hóa
| Hãng hàng không          | Điểm đến |
| ------------------------ | --- |
| Cathay Pacific Cargo     | Amsterdam, Hồng Kông, Milan–Malpensa, Paris–Charles de Gaulle |
| China Airlines Cargo     | Amsterdam, Bangkok-Suvarnabhumi, Frankfurt, Hà Nội, Luxembourg, Prague, Đài Bắc–Đào Viên |
| EgyptAir Cargo           | Cairo |
| Emirates SkyCargo        | Addis Ababa, Ahmedabad, Algiers, Amsterdam, Barcelona, Brussels, Cairo, Chennai, Chicago, Dakar–Senghor, Dammam, Delhi, Dhaka, Djibouti, Entebbe, Frankfurt, Quảng Châu, Hà Nội, Thành phố Hồ Chí Minh, Hồng Kông, Houston–Intercontinental, Johannesburg-OR Tambo, Kabul, Khartoum, Lagos, Liège, Lilongwe, Maastricht/Aachen, Madrid, Thành phố México, Milan–Malpensa, Mumbai, Nairobi, New York–JFK, Ouagadougou, Phnom Penh, Quito, Riyadh, Thượng Hải–Phố Đông, Singapore, Sydney, Đài Loan–Đào Viên, Tokyo–Narita, Zaragoza |
| Ethiopian Airlines Cargo | Addis Ababa, Brussels |
| Iran Air Cargo           | Tehran–Imam Khomeini |
| Kalitta Air              | Amsterdam, Bahrain, Kandahar, Hồng Kông |
| Turkish Airlines Cargo   | Istanbul–Atatürk, Mumbai |